# Giampaolo Saurini
Giampaolo Saurini (Colleferro, 13 novembre 1968) è un allenatore di calcio, ex calciatore e commentatore sportivo italiano, di ruolo attaccante, collaboratore tecnico del L.R. Vicenza.

## Carriera

### Giocatore
Cresciuto tra le file della Lazio, viene mandato a fare esperienza nelle categorie inferiori per poi esordire in Serie A con la maglia biancoceleste nella stagione 1990-1991.
Da allora si divide tra la squadra capitolina, Brescia ed Atalanta, per approdare poi al Palermo ed al Padova, con cui scende in Serie C1. Termina la carriera tra le file dell'USO Calcio, società bergamasca, giocando la stagione 2000-2001 in Eccellenza Lombardia e le 2 stagioni seguenti in Serie D.

### Allenatore
Dal 2008 al 2012 allena la Primavera del Brescia, quindi passa ad allenare i pari categoria del Napoli, dove resta per cinque anni.

### Commentatore sportivo
A partire dalla stagione 2019-20, commenta le partite del campionato primavera, in particolare quelle del Napoli, su Sportitalia.

## Palmarès

### Giocatore

#### Competizioni giovanili
- Campionato Primavera: 1

Lazio: 1986-1987

#### Competizioni nazionali
- Campionato italiano di Serie B: 1

Brescia: 1991-1992